# Jorge Pizarro

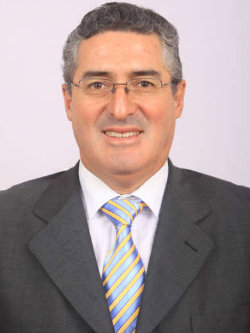
Jorge Pizarro, 2013

Jorge Pizarro Soto (* 21. April 1952 in Ovalle) ist ein chilenischer Politiker der Partido Demócrata Cristiano de Chile (PDC). Er war von 1990 bis 1998 Mitglied des Abgeordnetenhauses von Chile und gehört seit 1998 als Repräsentant der Región de Coquimbo dem Senat von Chile an. Zwischen 2011 und 2012 sowie zwischen 2013 und 2014 fungierte er als Senatspräsident.

## Familie und Ausbildung
Pizarros Eltern sind Luis Bernardo Pizarro Pizarro und Marta Soto García. Er ist mit Rocío del Pilar  Peñafiel Salas verheiratet und hat fünf Kinder.
Während seiner Schulzeit besuchte er das Liceo Alejandro Álvarez Jofré in seiner Heimatstadt Ovalle und wechselte anschließend für den Besuch der Oberstufe auf das Internado Nacional Barros Arana in der Hauptstadt Santiago de Chile. Danach nahm er ein Studium der Politikwissenschaft an der Universidad de Chile auf.
Pizarro war in seiner Jugend ein erfolgreicher Sportler. Zwischen 1970 und 1983 war er Mitglied der chilenischen Rugby-Union-Nationalmannschaft und stand zwischen 1983 und 1986 dem chilenischen Rugby-Union-Verband als Präsident vor. An der Universität spielte er in der Basketballmannschaft der Hochschule und wurde nationaler Meister im Wasserski.
Beruflich war er als Transportunternehmer tätig.

## Politische Laufbahn
Pizarro engagierte sich während seines Studiums in der Studentenvertretung seiner Hochschule (FECh) und war zwischen 1971 und 1973 der Vorsitzende. Später wurde er Mitglied der Jugendorganisation der PDC, der er zwischen 1977 und 1979 vorstand. Von 1982 bis 1987 war er Generalsekretär der Unión Mundial de la Juventud Demócrata Cristiana, einer Vereinigung der christdemokratischen Jugendorganisationen von Nord-, Mittel- und Südamerika.
Durch den Beginn der Transition in Chile kam es 1989 zur ersten freien Parlamentswahl in Chile 1989 nach dem Ende der Militärdiktatur unter Augusto Pinochet. Bei dieser Wahl kandidierte Pizarro in der Región de Coquimbo und erreichte neben Jorge Morales Adriasola (RN) eines der beiden Mandate für das Abgeordnetenhaus von Chile. Bei der folgenden Parlamentswahl 1993 konnte er sein Mandat verteidigen. Er gehörte der unteren Parlamentskammer bis 1998 an. Zwischen 1994 und 1995 fungierte er neben seiner Abgeordnetentätigkeit als Vizepräsident seiner Partei.

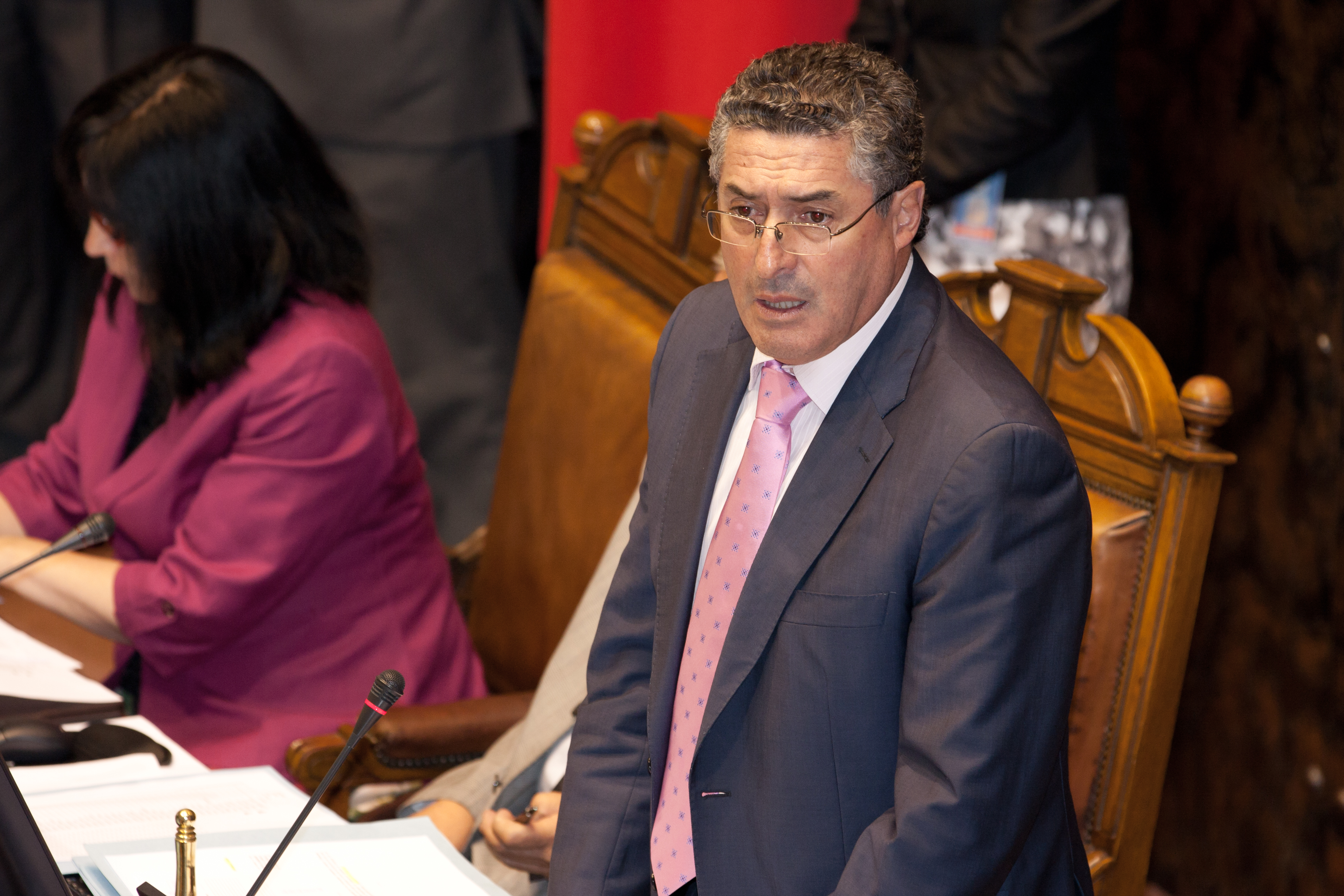
Pizarro im Senat von Chile, 2011

Bei der Parlamentswahl 1997 kandidierte er erstmals für den Senat. Er erhielt die meisten Stimmen in seinem Wahlkreis und wurde neben Evelyn Matthei in den Senat gewählt. Bei den folgenden Wahlen 2005 und 2013 erhielt er ebenfalls stets die meisten Stimmen in seinem Wahlkreis und wurde erneut Mitglied im chilenischen Oberhaus. Zwischen 2011 und 2012 sowie zwischen 2013 und 2014 fungierte er für jeweils ein Jahr als Präsident des Senats. Seine aktuelle Amtszeit dauert noch bis 2022.
2003 bis 2006 war er Vorsitzender der PDC in der Región de Coquimbo. Er wurde 2015 für eine vierjährige Amtszeit zum nationalen Vorsitzenden der PDC gewählt, legte das Amt jedoch bereits nach einem Jahr nieder. Pizarro war unter Druck geraten, da das Unternehmen seiner beiden Söhne im Verdacht stand, in einen Korruptionsskandal des Chemie- und Bergbauunternehmens Sociedad Química y Minera (SQM) verwickelt zu sein, dem illegale Wahlkampffinanzierung vorgeworfen wurde. Pizarros Ruf war bereits beschäftigt, da er während des Erdbebens in Chile im September 2015 an der Rugby-Union-Weltmeisterschaft 2015 teilnahm und Fotos von sich bei diesem Sportereignis veröffentlichte, was eine geringe Anteilnahme mit den Opfern des Erdbebens suggerierte. Seine Nachfolgerin wurde am 2. April 2016 die bisherige stellvertretende Vorsitzende Carolina Goic.